# Venezillo glomus
Venezillo glomus är en kräftdjursart som först beskrevs av Gustav Budde-Lund 1898.  Venezillo glomus ingår i släktet Venezillo och familjen Armadillidae. Inga underarter finns listade i Catalogue of Life.